# Tibidabo
Le Tibidabo est, avec ses 515 ou 516 mètres, le pic le plus haut de la serra de Collserola, qui domine Barcelone. Le Tibidabo est populaire dans le parcours touristique de la ville avec ses espaces naturels aux fins récréatives.

## Toponymie
Le nom de Tibidabo provient de la Vulgate (traduction latine de la Bible).
On le trouve dans le contexte où le diable s'adresse à Jésus.
- … et dixit illi haec tibi omnia dabo si cadens adoraveris me[3] — « Et lui dit : Je te donnerai toutes ces choses, si tu te prosternes et m'adores. » (Matthieu 4:9) ;
- … et ait ei tibi dabo potestatem hanc universam et gloriam illorum quia mihi tradita sunt et cui volo do illa[4] — « et lui dit le diable : Je te donnerai toute cette puissance, et la gloire de ces royaumes ; car elle m'a été donnée, et je la donne à qui je veux. » (Luc 4:6).

Par ces mots, le démon tenta de séduire Jésus sur la montagne élevée où il l'avait conduit.
On trouve aussi cette phrase dans l'Évangile selon Matthieu 16:19 :
- … Et tibi dabo claves regni cælorum, Jésus disant à Pierre « et je te donnerai les clefs du royaume des cieux ».

## Monuments
Plusieurs monuments y ont été construits, dont un parc d'attractions populaire, principalement le week-end. On trouve aussi une église catholique, et une tour-relais pour les télécommunications.
L'église a pour nom Sagrat Cor et fut dessinée par Enric Sagnier. Une statue du Sacré-Cœur a été installée au-dessus de sa plus haute tour, dominant l'édifice. Cette église peut se visiter et permet d'apprécier des tableaux en mosaïque très colorés. La plus haute tour permet un panorama à 360°. Ce lieu de culte est visible depuis certains quartiers de Barcelone. On trouve aussi des espaces verts, prisés par les promeneurs le week-end.
Le parc d'attractions installé sur cette montagne est le plus vieux de la ville. Certaines attractions datent du début du XXe siècle (bien qu'elles aient été rénovées). Les manèges sont divers, du carrousel pour enfant aux montagnes russes. Elles sont réparties sur six niveaux, selon leur position sur la montagne.
L'observatoire Fabra, œuvre de l'architecte moderniste Josep Domènech i Estapà, est situé sur les flancs de la montagne.

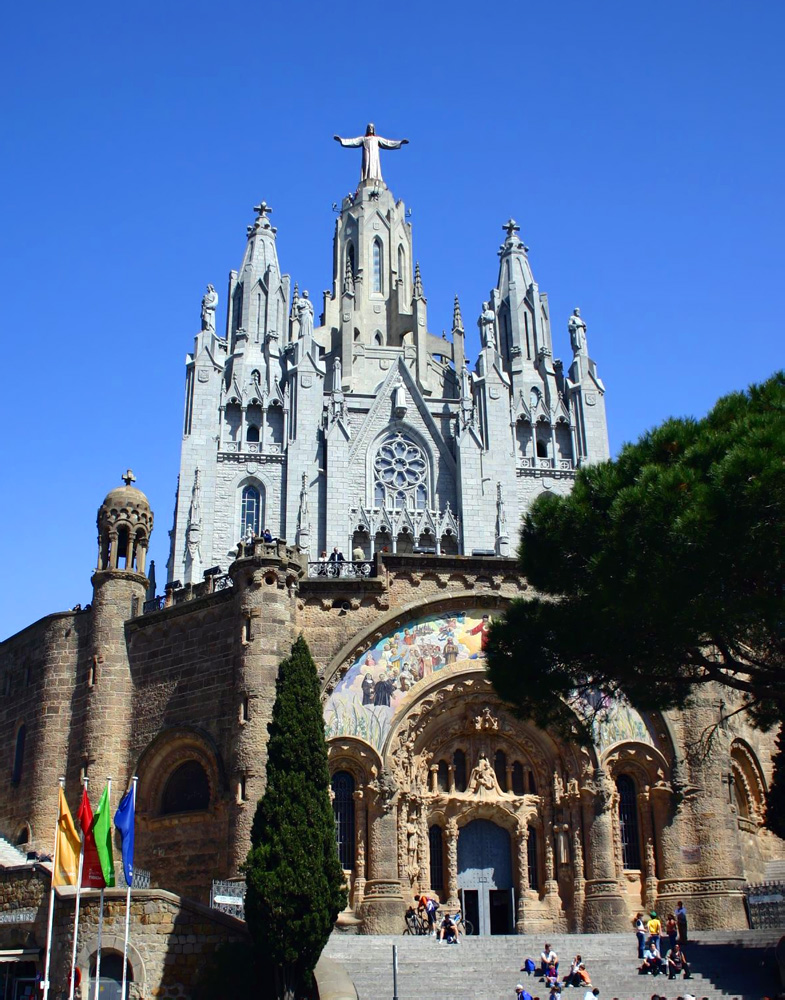
Église du Sacré-Cœur (Sagrat Cor), d'Enric Sagnier.
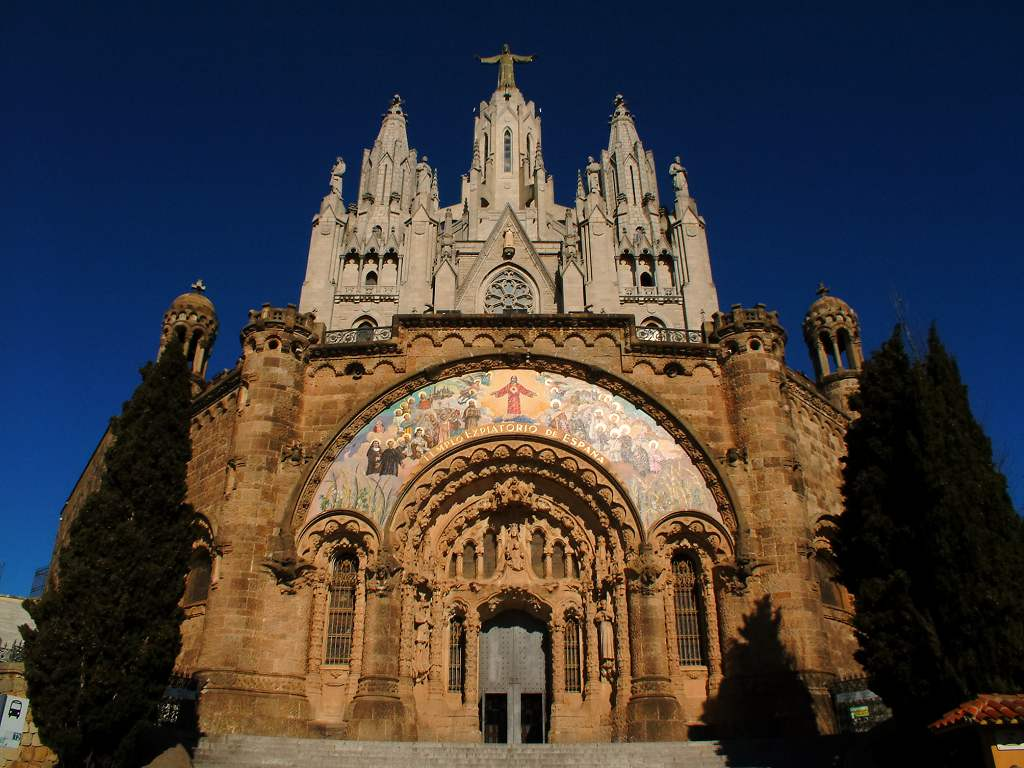
Le Sagrat Cor (Sacré-Cœur), depuis le parvis.
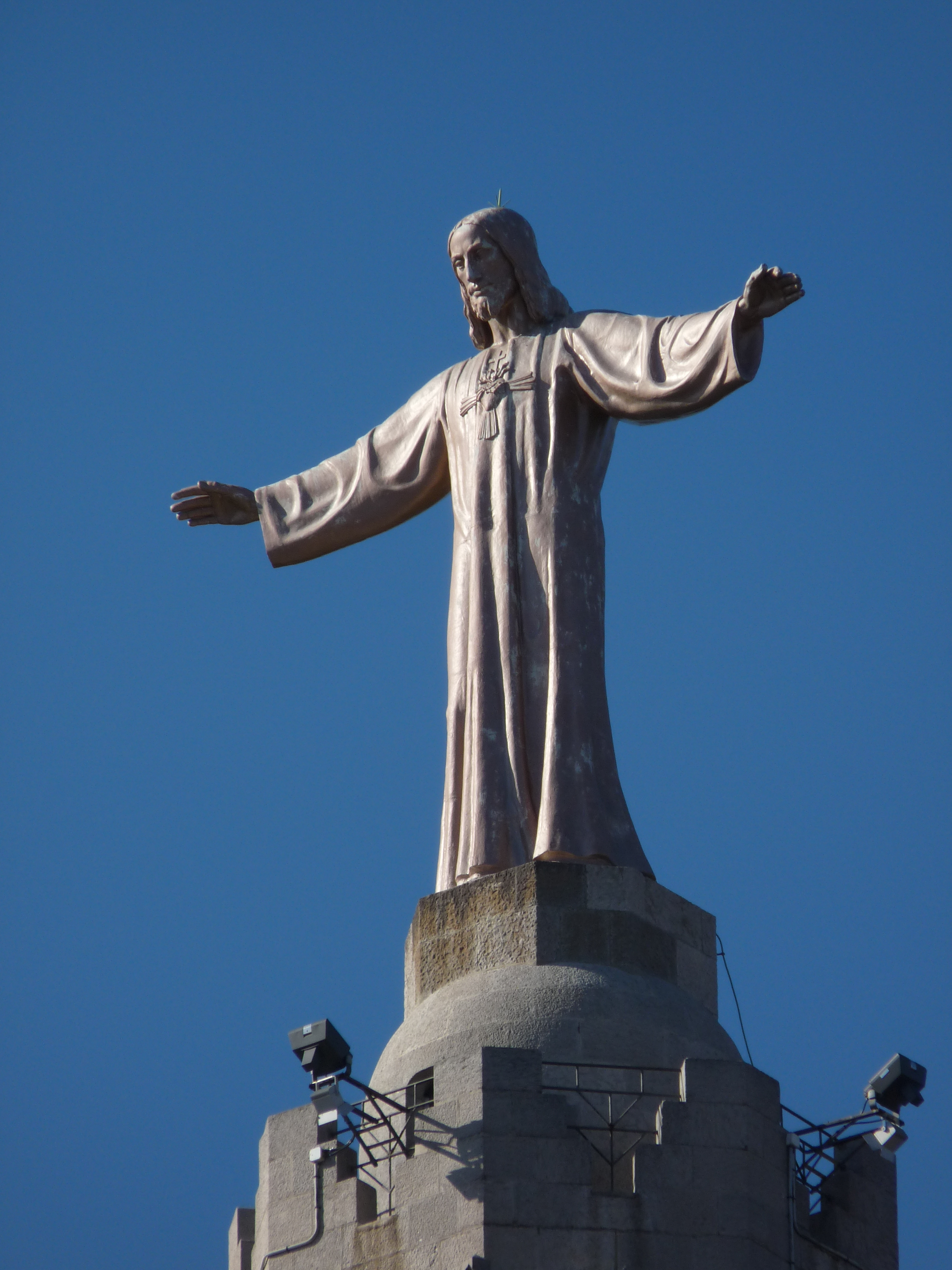
Statue du Sacré-Cœur, au sommet de l'église éponyme.
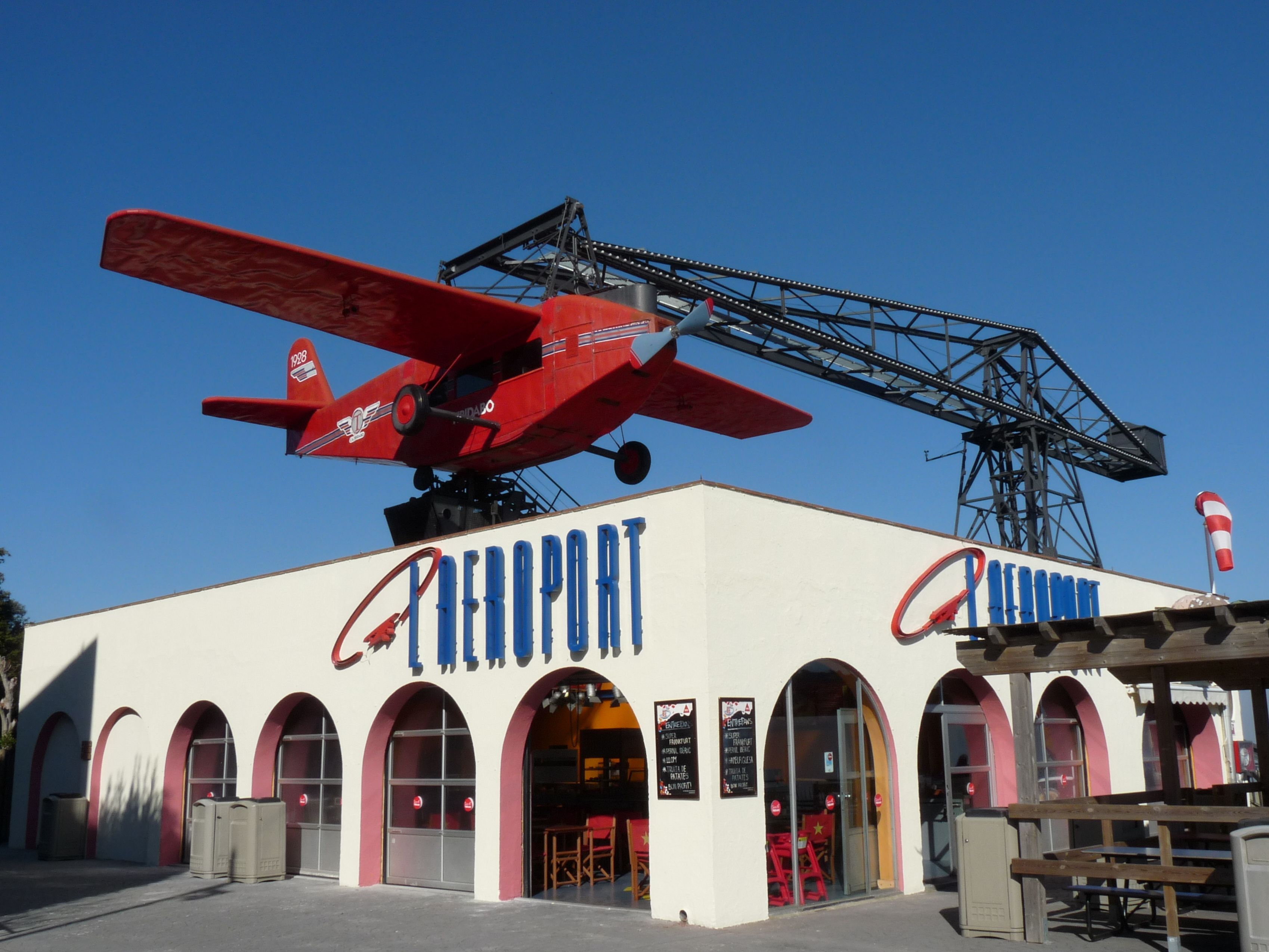
Attraction phare du parc d'attractions du Tibidabo, L'Avió est également le premier simulateur de vol de l'histoire.
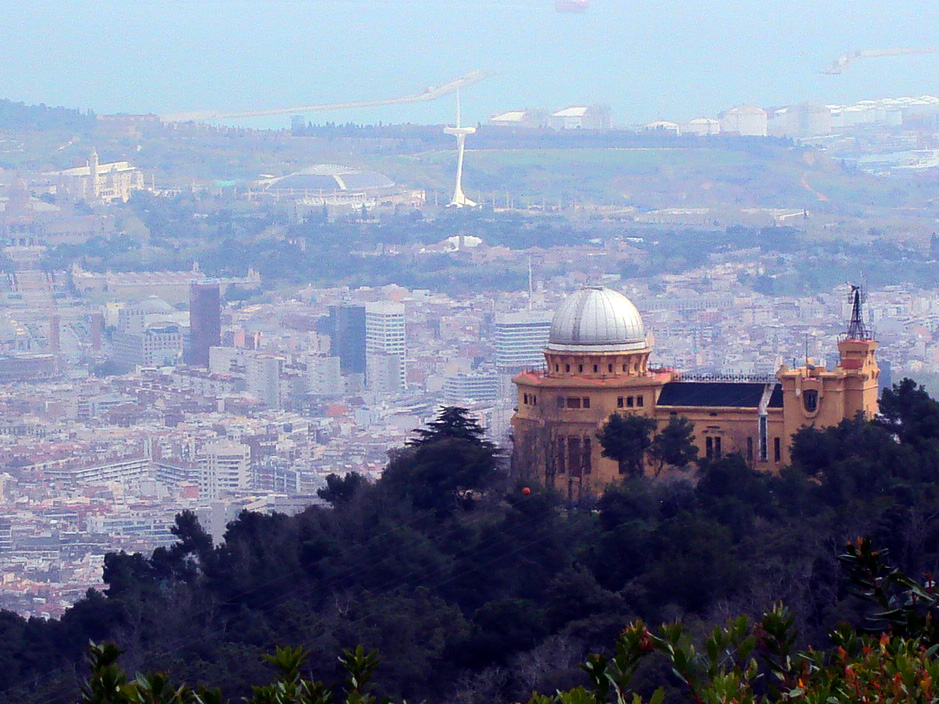
L'Observatoire Fabra de Josep Domènech i Estapà.
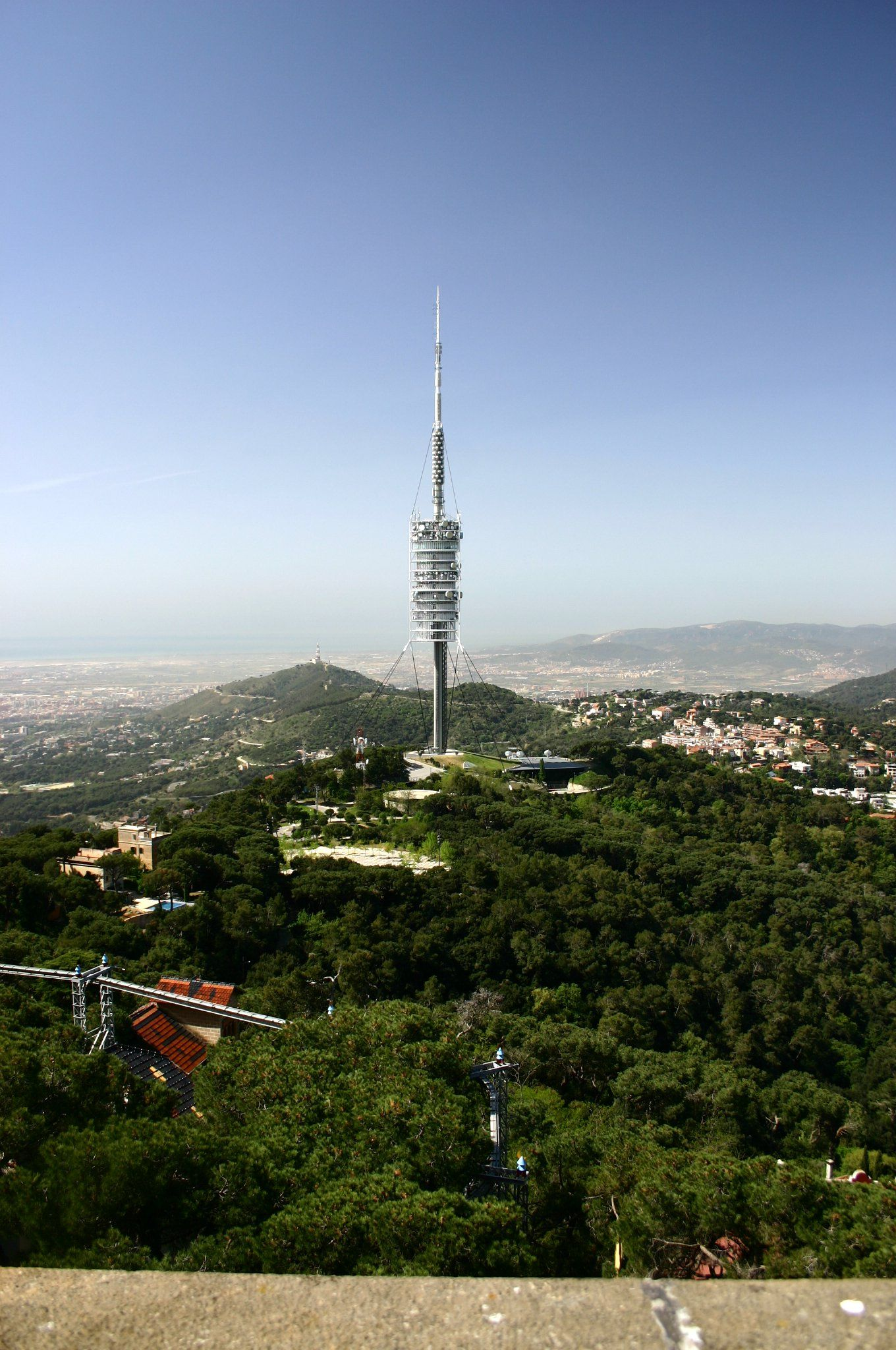
La Torre de Collserola de Norman Foster.

## Accès
On peut accéder au Tibidabo en véhicule privé ou en transport public, en tram, ou via le typique funiculaire, inauguré en 1901.

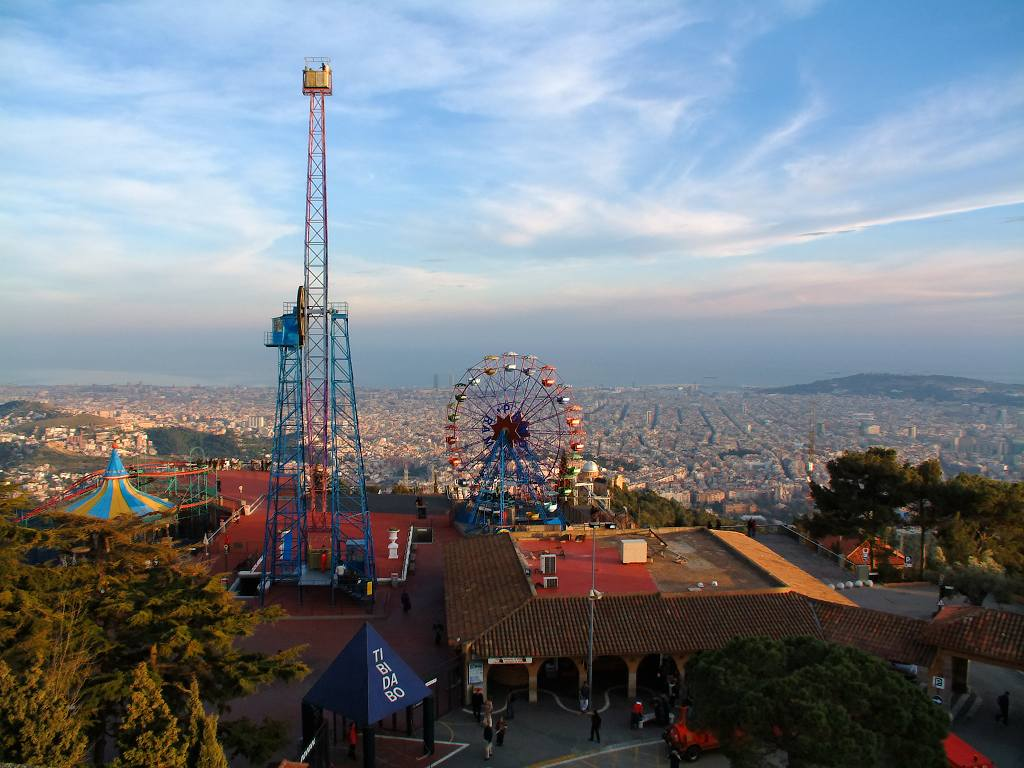
Vues depuis le Sagrat Cor.
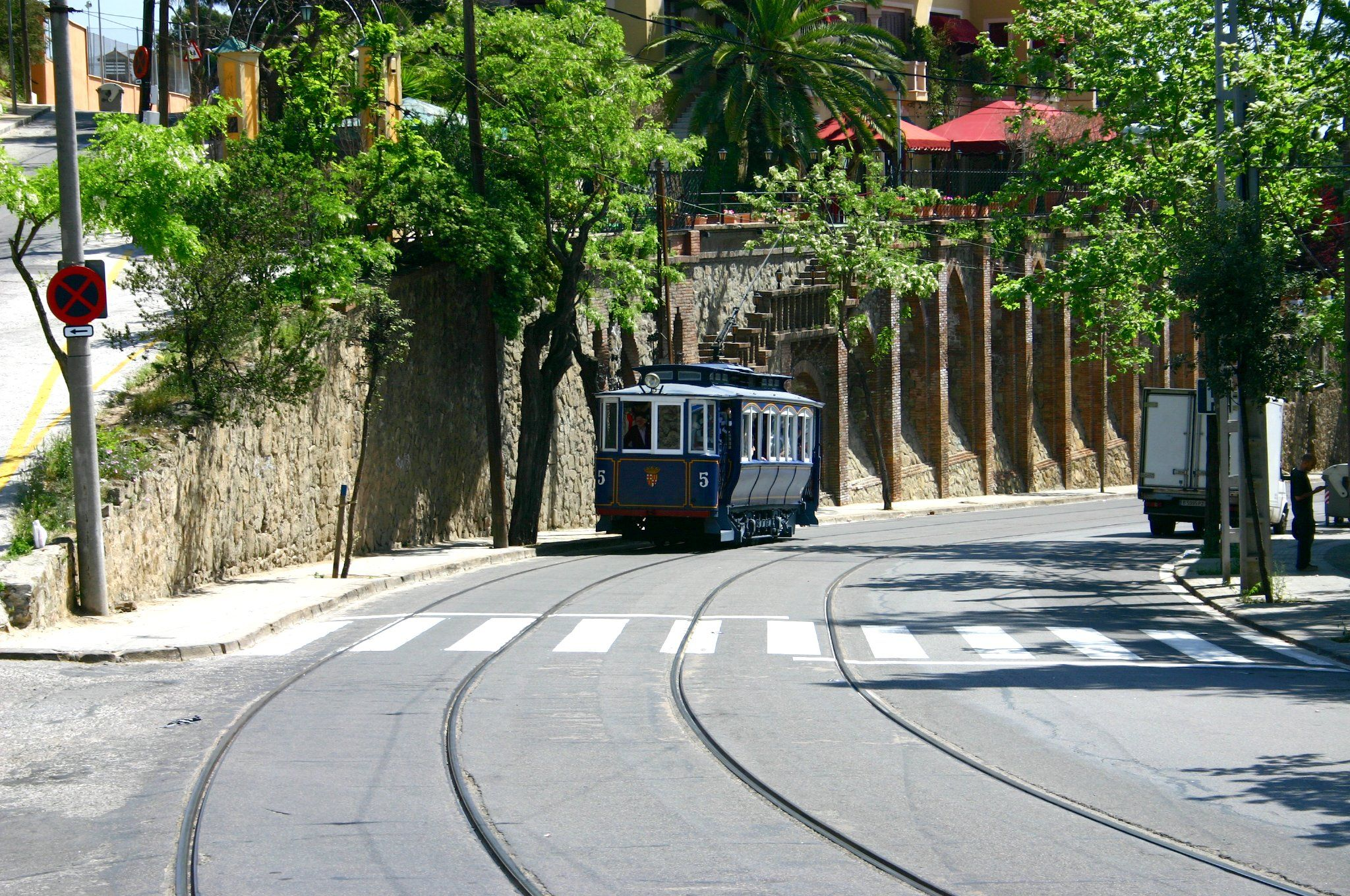
Le tramway bleu (Tramvia Blau) remontant l'avenue du Tibidabo depuis la place Kennedy.
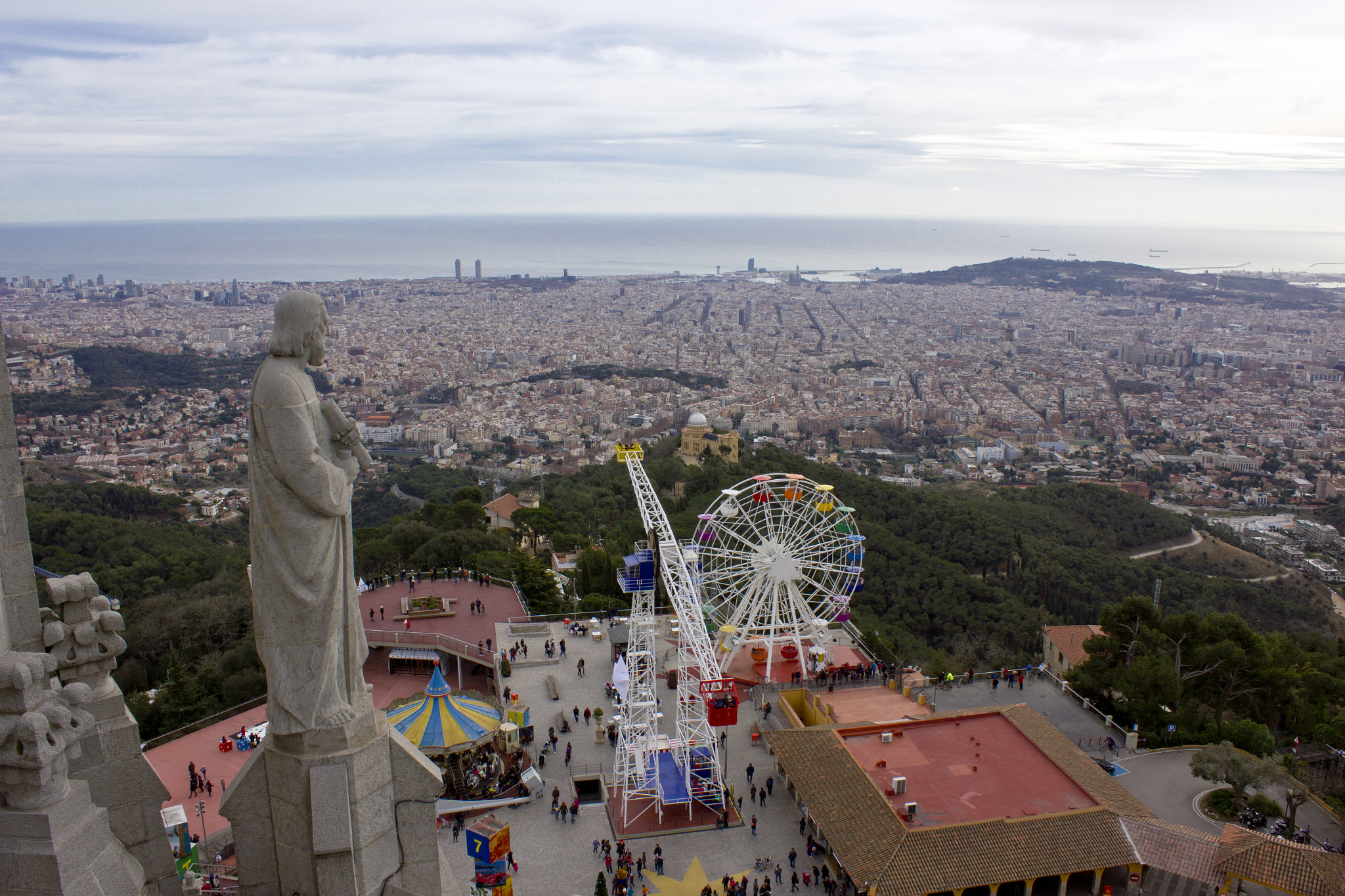
La vue depuis le Tibidabo.